# Верховный главнокомандующий Вооружённых сил Украины
Верховный главнокомандующий Вооружённых сил Украины (укр. Верховний Головнокомандувач Збройних сил України) — наивысший руководитель Вооружённых сил Украины.
Согласно части 2 статьи 106 Конституции Украины, Верховным главнокомандующим Вооружённых сил Украины является Президент Украины.
Президент Украины в качестве Верховного главнокомандующего назначает на должности и освобождает от должностей высшее командование Вооружённых сил Украины, других военных формирований; осуществляет руководство в области национальной безопасности и обороны государства. В статье 7 Закона Украины «О Вооружённых силах Украины» указывается, что в особый период Президент Украины может осуществлять руководство Вооружёнными силами и другими военными формированиями через Ставку Верховного главнокомандующего.
С 20 мая 2019 года Верховным главнокомандующим Вооружённых сил Украины является Владимир Зеленский.